# Acropole de Populonia
L'Acropole de Populonia (en italien : Acropoli di Populonia) est l'une des zones du Parc archéologique de Baratti et Populonia dans la commune de Piombino (province de Livourne en Toscane).

## Description
L'Acropole de Populonia domine le golfe de Baratti. Les ruines qui y sont présentes date de l'époque étrusque la plus ancienne jusqu'à l'époque romaine.
Le sentier de visite mène aux temples romains et a une grande domus. Au sommet du promontoire se trouvent les ruines des anciens remparts de la ville. Les fouilles archéologiques récentes  ont permis la mise à jour des thermes et d'un nymphée.
La zone de l'Acropole de Populonia a fait l'objet d'importantes restaurations et reconstructions dans le but de promouvoir la visite de la zone et son interprétation : le long du chemin, on peut voir la reconstruction des fondations d'un des temples romains, les anciens murs, des sols en mosaïque qui décorent la domus et le sanctuaire et visitez la cabane villanovienne reconstruite selon des techniques d'archéologie expérimentale.

## Galerie

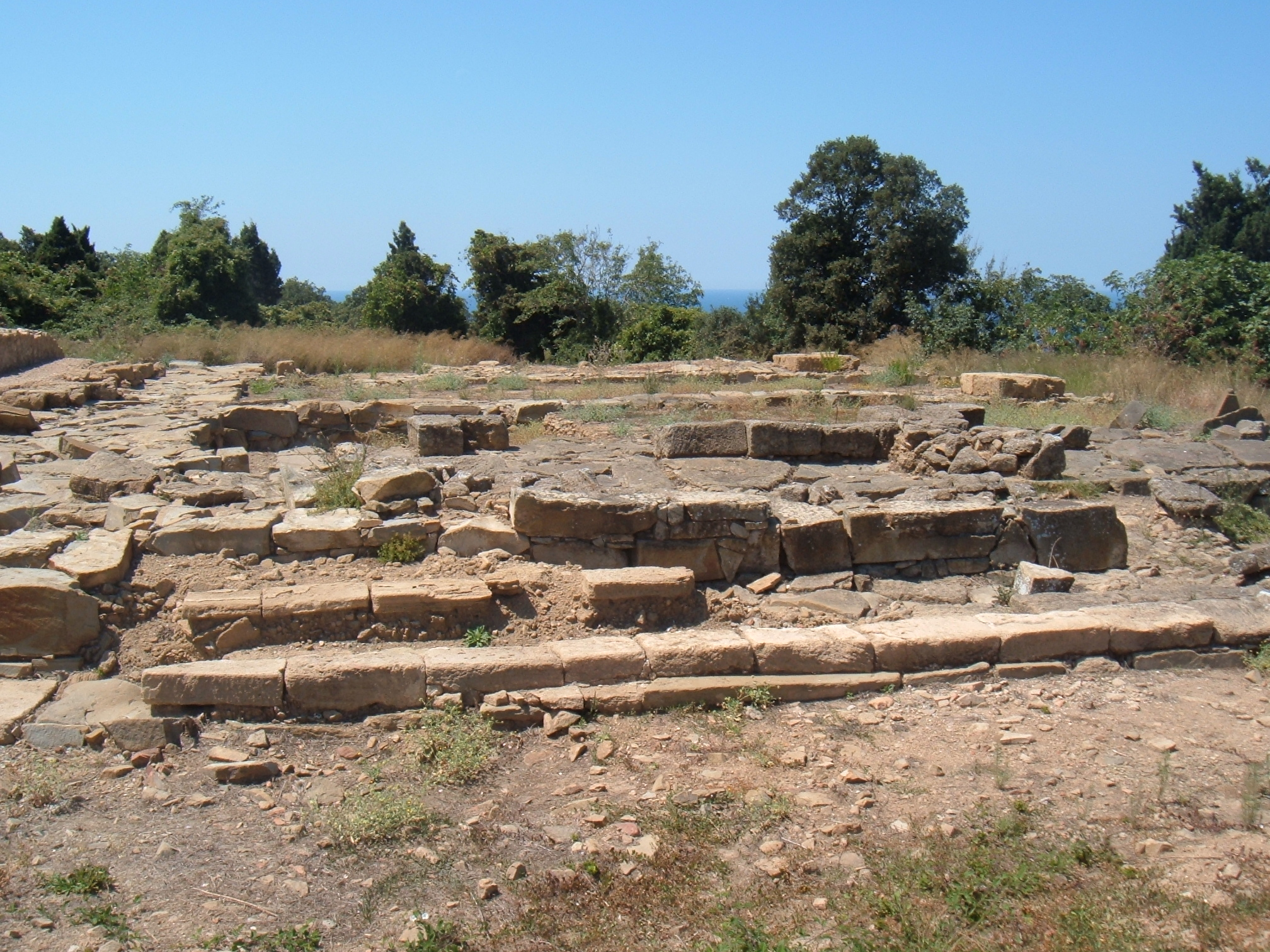
Un ancien temple.
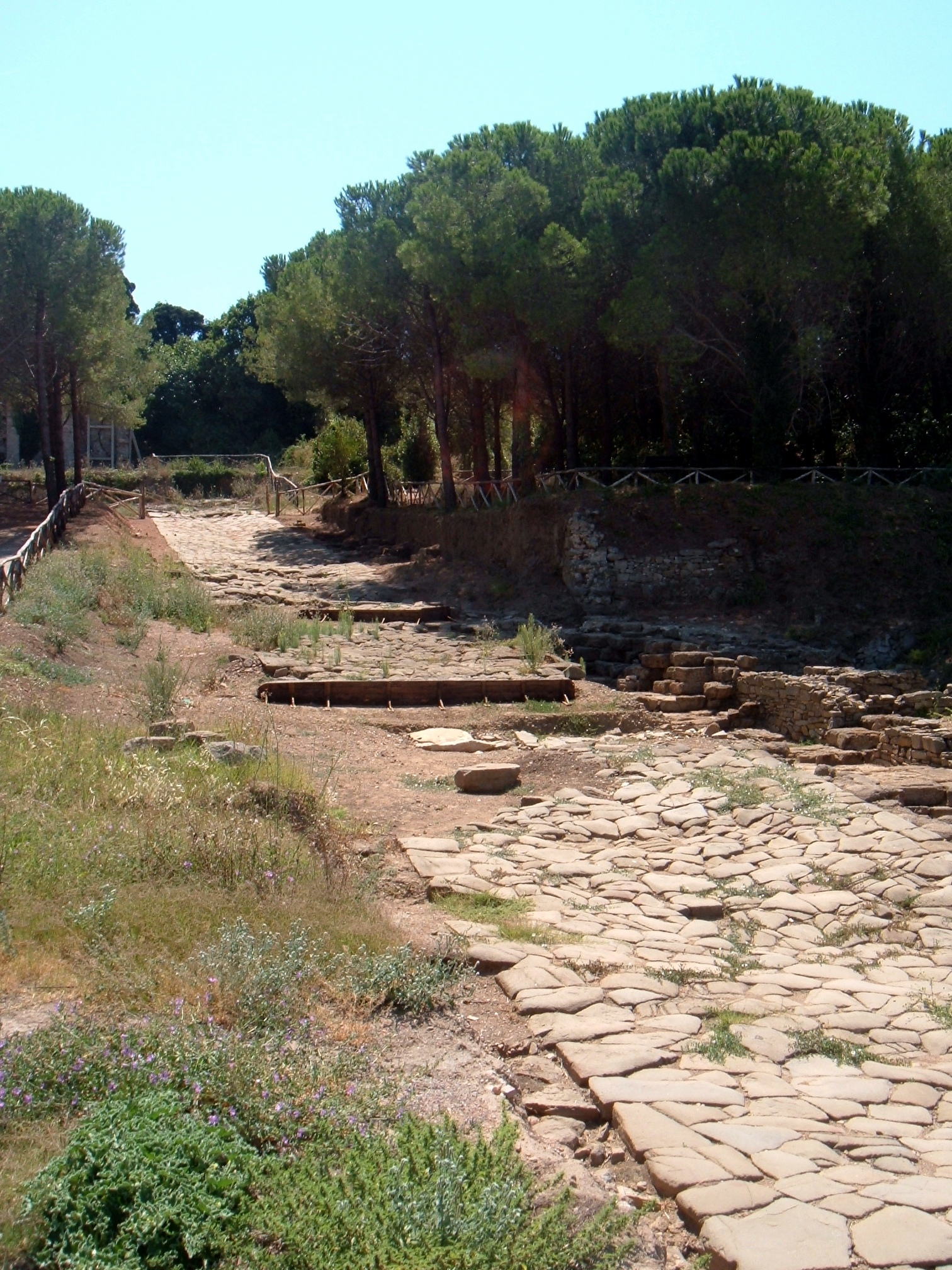
Une rue pavée.
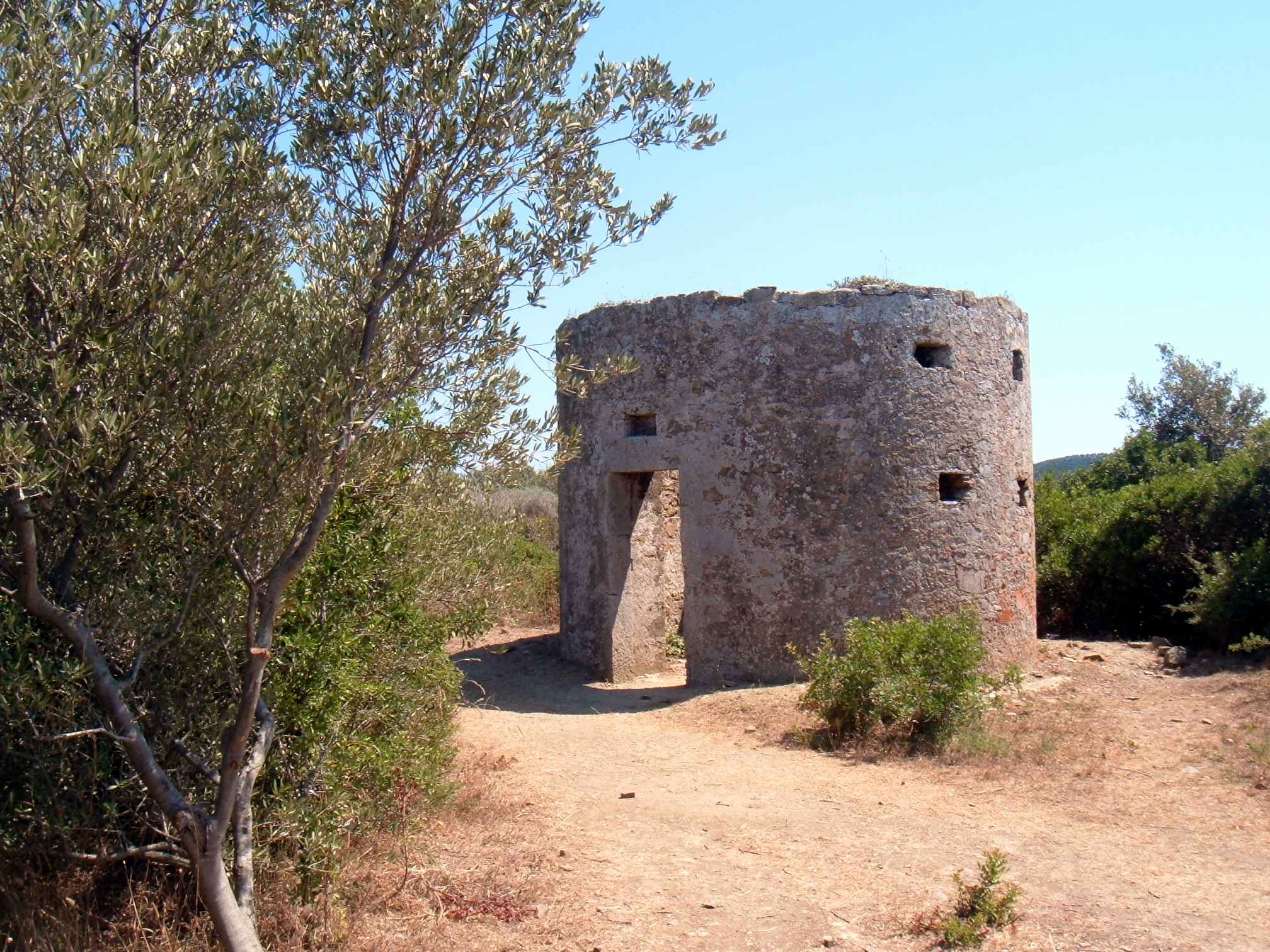
Une tour.
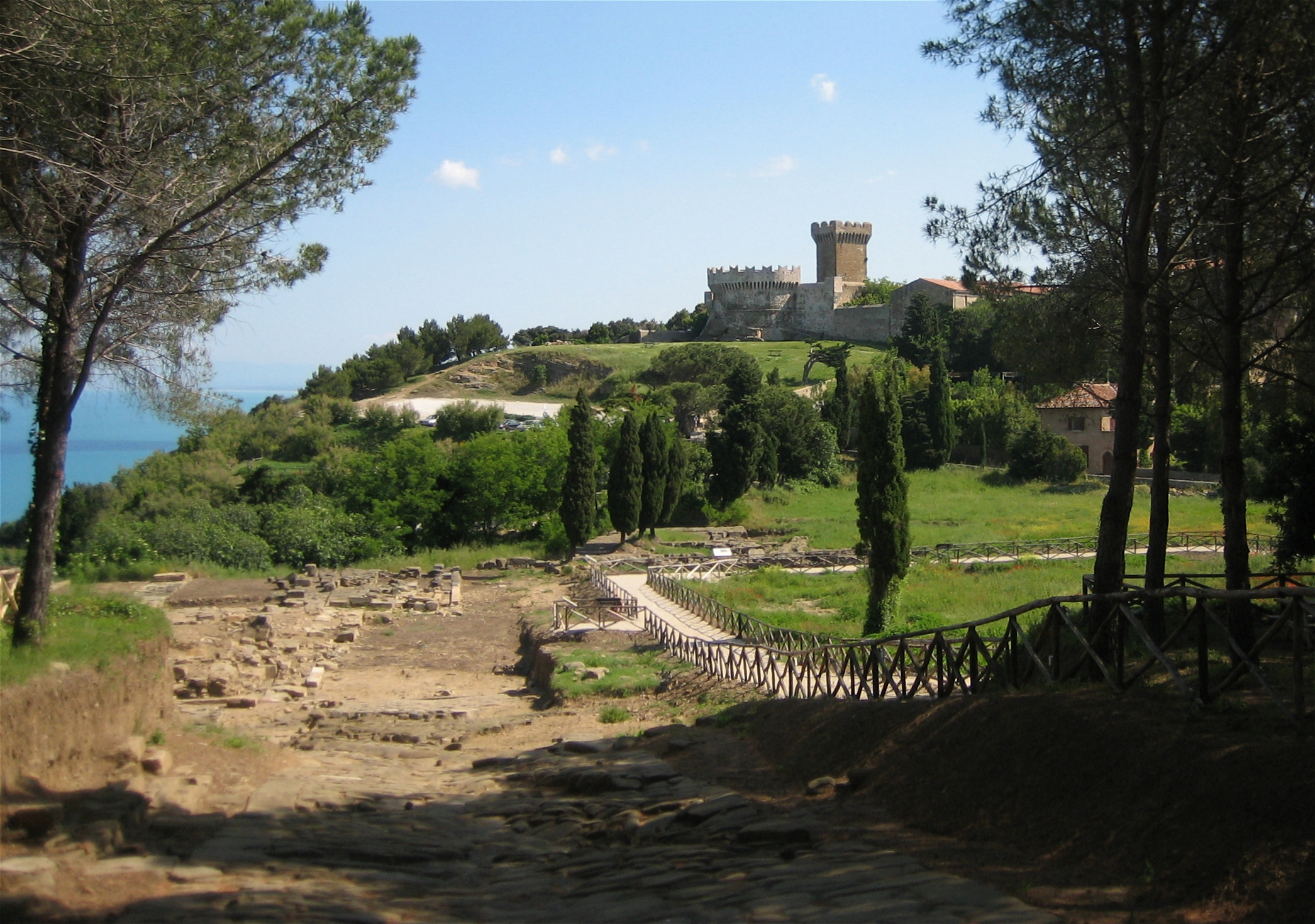
La forteresse de Populonia